# Хаяси, Тюсиро
Тюсиро Хаяси (яп. 林 忠四郎 Хаяси Тю:сиро:, 25 июля 1920 — 28 февраля 2010) — японский астрофизик.
Член Японской академии наук (1987), иностранный член Национальной академии наук США (1989).

## Биография
Родился в Киото, окончил Токийский университет в 1942 году, после чего работал в Киотском университете под руководством Хидэки Юкавы. Основные труды в области теоретической астрофизики и космологии. Наиболее известные работы посвящены расчетам трека Хаяси в диаграмме Герцшпрунга-Рассела и пределу Хаяси при вычислении радиуса звёзд. Также исследовал ранние стадии формирования звёзд — коричневых карликов.
В 1984 году вышел на пенсию. Умер 28 февраля 2010 года от воспаления лёгких.

## Награды
- 1963 — Мемориальная премия Нисины[яп.]
- 1965 — Премия Асахи
- 1970 — Медаль Эддингтона
- 1971 — Премия Японской академии наук
- 1971 — Императорская премия Японской академии наук
- 1982 — Заслуженный деятель культуры[нем.]
- 1986 — Орден Культуры
- 1994 — Орден Священного сокровища 1-го класса
- 1995 — Премия Киото
- 2004 — Медаль Кэтрин Брюс

## Названы его именем
- Трек Хаяси
- Предел Хаяси